# Влада Миленка Бојанића
Влада Миленка Бојанића је била седмо Извршно веће Социјалистичке Републике Србије. Формирана је 7. маја 1969. и трајала је до 6. маја 1974. године.

## Састав Владе
| Функција                    | Слика | Име и презиме     | Странка        | Детаљи |
| --------------------------- | ----- | ----------------- | -------------- | ------ |
| Председник Извршног већа    |       | Миленко Бојанић   | СК Југославије |        |
| Секретари                   |       |                   |                |        |
| Секретар унутрашњих послова |       | Славко Зечевић    | СК Југославије |        |
|                             |       | Тихомир Влашкалић | СК Југославије |        |